# Diòcesi de Ciudad Rodrigo
La diòcesi de Ciudad Rodrigo (llatí Dioecesis Civitatensis) té la seu en la localitat salmanquina de Ciudad Rodrigo, i és sufragània de l'arxidiòcesi de Valladolid; el seu territori abasta una superfície de 4.264 km², a la província de Salamanca.
El seu sant patró és sant Isidor de Sevilla.

## Territori
La diòcesi comprèn la part sud-occidental de la província de Salamanca. Limita amb les diòcesis de: Salamanca, Còria-Càceres i Guarda (Portugal). La seu episcopal és Ciudad Rodrigo, on està la catedral de santa María.
El seu territori té una extensió de 4.264 km² i està dividit en 121 parròquies agrupades en 7 arxiprestats: Abadengo, Agueda, Argañán, La Ribera, Ciudad Rodrigo, Campo Charro i Yeltes.

## Història
La diòcesi es va crear el 13 de febrer de 1161 després de la reconquesta de Ciudad Rodrigo, per un acord entre l'arquebisbe de Santiago de Compostel·la i el rei Ferran II de Lleó com a mitjà de donar importància a la ciutat perquè servís de baluard davant els musulmans. La seu de Ciudad Rodrigo es va crear com a hereva de la desapareguda diòcesi de Caliabria. En aquesta època era sufragània de l'arxidiòcesi de Santiago de Compostel·la.
El primer bisbe no es va nomenar fins a 1168, probablement per dificultats amb la diòcesi de Salamanca, a la qual la nova de Ciudad Rodrigo havia llevat territoris. Els límits orientals de la diòcesi (amb la de Salamanca) es van establir entre 1173 i 1174. Alexandre III va confirmar la creació de la nova diòcesi per una butlla del 25 de maig de 1175. La frontera sud, amb la diòcesi de Còria es va fixar per acords entre 1193 i 1213.
Durant el Cisma d'Occident, als segles xiv i xv, la diòcesi va arribar a tenir tres bisbes simultàniament: un d'obediència romana, un altre d'obediència avinyonenca i un altre independent. A més, en aquest període la diòcesi perd quaranta-cinc parròquies al territori portuguès. La variació de límits va ser confirmada per Sixt IV el 21 de juny de 1481; les protestes consegüents dels bisbes de Ciudad Rodrigo, que es van perllongar fins a la fi del segle xvi, no van tenir èxit.
El 25 de novembre de 1769, el bisbe Cayetano Antonio Cuadrillero Mota funda el seminari diocesà sota el patronatge de Sant Gaietà de Thiene.
El Concordat de 1851 preveia la supressió de la diòcesi, però no va tenir efecte canònic immediat. Des de 1843 la seu estava vacant i així va seguir fins a 1867, moment en el qual es va fer administradors apostòlics als bisbes de Salamanca. Mentrestant, en 1857, va passar a ser sufragània de la recentment creada arxidiòcesi de Valladolid.
Després de trenta anys, en 1885, es va nomenar un administrador apostòlic propi, posant fi a la dependència de Salamanca i en 1950, abandonant definitivament el projecte de supressió previst en el Concordat, es va nomenar un bisbe diocesà.
Després del Concordat de 1953, el 20 de juliol de 1958, la diòcesi va cedir a la diòcesi de Còria-Càceres l'arxiprestat de la sierra de Gata a canvi d'algunes parròquies de la província de Salamanca, adaptant els límits de la diòcesi als de la província administrativa.

## Episcopologi
- Domingo † (10 de juliol de 1168 - 9 de juliol de 1172)
- Pedro de Ponte † (22 d'agost de 1174 - 10 de novembre de 1189)
- Martín † (20 de setembre de 1190 - 1 de setembre de 1210)
  - Sede vacante[1]
- Lombardo † (17 de gener de 1214 - 12 de març de 1227[2])
- Miguel † (9 de juliol de 1227 - 18 de maig de 1244)
- Pedro II † (4 de novembre de 1245 - vers 1253 mort)
- Leonardo † (abans de desembre de 1253 - 1259)
- Domingo Martín † (26 d'abril de 1264 - vers 1273 mort)
- Pedro III † (citat a l'agost de 1284)
  - Sede vacante (vers 1285-1297)[3]
- Antonio † (20 d'agost de 1297 - vers 1301 mort)
- Alfonso I † (13 de novembre de 1301 - ?)
- Alfonso II, O.P. † (1307 - 1314)[4]
- Bernardo † (? - 16 de juliol de 1324 nomenat bisbe de Salamanca)
- Juan I † (27 de juliol de 1324 - 1328)
- Juan II † (? - 1339 mort)
- Pedro †[5]
- Alfonso III † (28 de juny de 1344 - vers 1371 mort)
- Obediència avinyonesa:
  - Fernando de Pedrosa † (15 de gener de 1382 - 12 de desembre de 1383 nomenat bisbe de Cartagena)
  - Gonzalo † (9 de març de 1384 - ?)
  - Alfonso Sánchez de Ávila † (1428 - ?)
- Obbedienza romana:
  - Rodrigo † (1384 - 1391)
  - Gonzalo † (1403 - 1410 renuncià) (administrador apostòlic)
  - Andrea da Escobar † (25 de maig de 1410 - 4 de setembre de 1422 nomenat bisbe de Aiacciu)
- Bisbes independents:[6]
  - Juan III † (? - 1387)
  - Jerónimo † (1389 - vers 1398 mort)
  - Gonzalo Porres de Cibdat (? - 1411 mort)
  - Alfonso Manuel † (1411 - 1427 mort)
- Alfonso V † (? - 1429)
- Sancho † (19 de març de 1432 - 14 de gener de 1433 nomenat bisbe de Minervino)
- Alfonso Sánchez de Valladolid † (14 de gener de 1433 - 1455)
- Alfonso de Palenzuela, O.F.M. † (8 d'agost de 1460 - 20 d'octubre de 1469 nomenat bisbe d'Oviedo)
- Alfonso de Paradinas † (20 d'octubre de 1469 - 15 d'octubre de 1485 mort)
- Pedro Beltrán † (19 d'octubre de 1485 - 1 de juny de 1487 nomenat bisbe de Tuy)
- Diego de Moiras, O. de M. † (1 de juny de 1487 - 9 de desembre de 1491 mort)
- Juan de Ortega † (23 de gener de 1493 - 6 de setembre de 1499 nomenat bisbe de Calahorra)
- Diego de Peralta † (6 de setembre de 1499 - 1501 mort)
- Valeriano Ordóñez Villaquirán † (24 de setembre de 1501 - 22 de desembre de 1508 nomenat bisbe d'Oviedo)
- Francisco Bobadilla † (22 de gener de 1509 - 18 de novembre de 1510 nomenat bisbe de Salamanca)
- Francisco Ruiz, O.F.M. † (18 de novembre de 1510 - 14 de juliol de 1514 nomenat bisbe de Ávila)
- Juan Pardo de Tavera † (14 de juliol de 1514 - 31 de desembre de 1523 nomenat bisbe d'Osma)
- Pedro Portocarrero † (31 de desembre de 1523 - 26 de juny de 1525 nomenat arquebisbe de Granada)
- Gonzalo Maldonado † (3 de juliol de 1525 - 29 de juny de 1530 mort)
- Pedro Fernández Manrique † (14 de desembre de 1530 - 11 d'abril de 1537 nomenat bisbe de Còrdova)
- Pedro Pacheco Ladrón de Guevara † (11 d'abril de 1537 - 21 de maig de 1539 nomenat bisbe de Pamplona)
- Antonio Ramírez de Haro † (18 d'agost de 1539 - 27 de juny de 1541 nomenat bisbe de Calahorra i La Calzada)
- Francisco de Navarra y Hualde † (22 de maig de 1542 - 14 de desembre de 1545 nomenat bisbe de Badajoz)
- Juan Aceres † (8 de gener de 1546 - 31 de juliol de 1549 mort)
- Pedro Ponce de Léon † (27 de juny de 1550 - 26 de gener de 1560 nomenat bisbe de Plasència)
- Diego de Covarrubias y Leiva † (26 de gener de 1560 - 16 d'octubre de 1564 nomenat arquebisbe, a títol personal, de Segòvia)
- Diego de Simancas † (15 de desembre de 1564 - 3 de desembre de 1568 nomenat bisbe de Badajoz)
- Andrés Pérez † (10 de desembre de 1568 - 1583 mort)
  - Jerónimo Tardiel † (1583 - 1583 renuncià) (bisbe electe)
- Pedro Vélez Guevara † (9 de gener de 1584 - 1585 mort)
- Bernardo Sandoval Rojas † (8 de gener de 1586 - 16 de març de 1588 nomenat bisbe de Pamplona)
- Pedro Maldonado † (23 de març de 1588 - 1591 mort)
- Martín de Salvatierra † (15 de maig de 1591 - 1604 mort)
- Pedro Ponce de Léon, O.P. † (31 d'agost de 1605 - 29 de març de 1610 nomenat bisbe de Zamora)
- Antonio Idiáquez Manrique † (26 de maig de 1610 - 4 de febrer de 1613 nomenat bisbe de Segòvia)
- Jerónimo Ruiz Camargo † (12 d'agost de 1613 - 23 de maig de 1622 nomenat bisbe de Còria)
  - Francisco de Arriba, O.F.M. † (5 de setembre de 1622 - 1622 mort) (bisbe electe)
- Agustín Antolínez, O.S.A. † (10 de maig de 1623 - 1 de juliol de 1624 nomenat arquebisbe de Santiago de Compostel·la)
- Martín Fernández Portocarrero † (19 de juliol de 1624 - 1625 mort)
- Juan de la Torre Ayala † (7 de gener de 1626 - 13 de juny de 1638 nomenat bisbe de Zamora)
- Francisco Díaz Alarcón y Covarrubias † (11 d'abril de 1639 - 18 d'octubre de 1645 nomenat bisbe de Salamanca)
- Juan Pérez Delgado † (3 de desembre de 1646 - 11 d'octubre de 1655 nomenat bisbe de Salamanca)
- Diego de Tejada y la Guardia † (31 de gener de 1656 - 6 de maig de 1658 nomenat bisbe de Pamplona)
- Diego Riquelme y Quirós † (2 de desembre de 1658 - 19 de desembre de 1661 nomenat bisbe d'Oviedo)
- Antonio de Castañón † (13 de febrer de 1662 - 7 de març de 1667 nomenat bisbe de Zamora)
- Miguel de Cardenas, O.Carm. † (18 de juliol de 1667 - 1 de març de 1671 mort)
- Alonso Bernardo de Ríos y Guzmán, O.SS.T. † (16 de novembre de 1671 - 13 de setembre de 1677 nomenat arquebisbe de Granada)
- Juan de Andaya y Sotomayor † (10 de gener de 1678 - 13 de novembre de 1678 mort)
- Sebastián Catalán † (17 de juliol de 1679 - de setembre de 1687 mort)
- José González, O. de M. † (31 de maig de 1688 - 24 de gener de 1695 nomenat bisbe de Plasència)
- Francisco Manuel de Zúñiga Sotomayor y Mendoza, O.S.A. † (21 de març de 1695 - de desembre de 1712 mort)
- José Díez Santos de San Pedro † (28 de maig de 1714 - 24 d'octubre de 1719 mort)
- Gregorio Téllez, O.F.M.Conv. † (3 de febrer de 1721 - 2 de març de 1738 jubilat)
- Clemente Comenge Avio † (3 de març de 1738 - 12 de desembre de 1747 mort)
- Pedro Gómez de la Torre † (2 de desembre de 1748 - 24 de maig de 1756 nomenat bisbe de Plasència)
- José Francisco Biguezal † (24 de maig de 1756 - 2 de desembre de 1762 mort)
- Cayetano Antonio Cuadrillero y Mota † (18 de juliol de 1763 - 15 de desembre de 1777 nomenat bisbe de Lleó)
- Agustín de Alvarado y Castillo † (14 de desembre de 1778 - 21 de juliol de 1781 mort)
- Ildefonso Molina Santaella † (17 de febrer de 1783 - 4 de desembre de 1784 mort)
- Benito Uría Valdés, O.S.B. † (26 de setembre de 1785 - 23 de juliol de 1810 mort)
  - Sede vacante (1810-1814)
- Pedro Manuel Ramírez de la Piscina † (19 de desembre de 1814 - 21 d'agost de 1835 mort)[7]
  - Sede vacante (1835-1950)
  - Seu administrada pels bisbes de Salamanca (1867-1885)
  - Administradors apostòlics residents (1885-1950):
  - José Tomás Mazarrasa y Rivas † (27 de març de 1885 - 11 de març de 1907 mort)
  - Ramón Barberá y Boada † (19 de desembre de 1907 - 28 de maig de 1914 nomenat bisbe de Palència)
  - Manuel María Vidal y Boullon † (25 de febrer de 1915 - 27 d'octubre de 1923 nomenat bisbe de Tuy)
  - Silverio Velasco Pérez † (18 de desembre de 1924 - 5 de desembre de 1927 mort)
  - Manuel López Arana † (5 de febrer de 1929 - 27 de desembre de 1941 mort)
  - Máximo Yurramendi Alcáin † (25 de novembre de 1945 - 25 de gener de 1949 mort)
  - Jesús Enciso Viana † (12 d'octubre de 1949 - 2 de febrer de 1950 nomenat bisbe)
- Jesús Enciso Viana † (2 de febrer de 1950 - 30 de maig de 1955 nomenat bisbe de Mallorca)
- José Bascuñana y López † (11 de juny de 1955 - 20 de maig de 1964 nomenat bisbe de Solsona)
- Demetrio Mansilla Reoyo † (7 de juliol de 1964 - 7 de gener de 1988 jubilat)
- Antonio Ceballos Atienza (7 de gener de 1988 - 10 de desembre de 1993 nomenat bisbe de Cadis i Ceuta)
- Julián López Martín (15 de juliol de 1994 - 19 de març de 2002 nomenat bisbe de Lleó)
- Atilano Rodríguez Martínez (26 de febrer de 2003 - 2 de febrer de 2011 nomenat bisbe de Sigüenza-Guadalajara)
- Cecilio Raúl Berzosa Martínez, des del 2 de febrer de 2011

## Estadístiques
A la fi del 2006 la diòcesi tenia 44.487 batejats en una població de 45.474 persones, la qual cosa suposa el 97,8% del total.
| any  | població | població | població | sacerdots | sacerdots       | sacerdots       | sacerdots              | diaques | religiosos | religiosos | parròquies |
| ---- | -------- | -------- | -------- | --------- | --------------- | --------------- | ---------------------- | ------- | ---------- | ---------- | ---------- |
| any  | batejats | total    | %        | total     | clergue secular | clergue regular | batejats por sacerdote | diaques | homes      | dones      |            |
| 1950 | 140.000  | 140.000  | 100,0    | 122       | 122             |                 | 1.147                  |         |            | 116        | 111        |
| 1970 | 71.187   | 71.187   | 100,0    | 139       | 139             |                 | 512                    |         |            | 189        | 115        |
| 1980 | 56.155   | 56.168   | 100,0    | 109       | 109             |                 | 515                    |         |            | 140        | 119        |
| 1990 | 49.135   | 49.192   | 99,9     | 108       | 108             |                 | 454                    |         |            | 127        | 119        |
| 1999 | 43.717   | 44.477   | 98,3     | 100       | 100             |                 | 437                    |         |            | 142        | 120        |
| 2000 | 42.992   | 43.742   | 98,3     | 92        | 92              |                 | 467                    |         |            | 134        | 121        |
| 2001 | 42.314   | 43.025   | 98,3     | 90        | 90              |                 | 470                    |         |            | 133        | 121        |
| 2002 | 41.320   | 42.034   | 98,3     | 86        | 86              |                 | 480                    |         |            | 130        | 121        |
| 2003 | 44.631   | 45.605   | 97,9     | 83        | 83              |                 | 537                    |         |            | 135        | 121        |
| 2004 | 44.587   | 45.614   | 97,7     | 80        | 80              |                 | 557                    |         |            | 138        | 121        |
| 2006 | 44.487   | 45.474   | 97,8     | 80        | 80              |                 | 556                    |         |            | 139        | 121        |